# Walter Schmocker
Walter Schmocker (* 4. Januar 1953 in Ringgenberg BE) ist ein Schweizer Jazzmusiker (Kontrabass).

## Leben und Wirken
Schmocker studierte an der Swiss Jazz School von 1974 bis 1980. Er gründete 1978 mit Heiner Althaus das Swiss Jazz Quintet, das mehrfach international auf Tournee war und mehrere Alben veröffentlichte. Er war auch Mitglied des Trios von Joe Haider (1982/83) und war mit Charly Antolini (1983/84) und zwischen 1984 und 1997 mehrfach mit Bands um Hannibal Marvin Peterson unterwegs. 1988 gründete er die eigene Gruppe S.Double U & The Jaks. Weiterhin arbeitete er mit Woody Shaw (1987/88), Erich Kleinschuster (1988), Chet Baker (1988), Joanne Brackeen (1988 bis 1995) und Joey Calderazzo. Auch spielte er Konzerte und Tourneen mit Buddy Tate, Carrie Smith, Milt Buckner, Art Blakey, Joe Henderson, Charlie Byrd, Aki Takase, Sam Rivers, Gene Jackson, Victor Lewis, Barry Altschul, Adam Nussbaum und 
Beaver Harris. 
Schmocker konzertierte auf zahlreichen Festivals wie dem Kool Jazz Festival Detroit, dem JazzFest Berlin, North Sea Jazz Festival,  
Montreux Jazz Festival, der Jazzwoche Burghausen Saalfelden und in der Carnegie Hall New York. 1989 initiierte er die Master Class for Jazz Improvisation in Langnau im Emmental und konnte für diese Workshops namhafte Musiker wie Hal Crook und Jerry Bergonzi verpflichten, mit denen er auch auftrat. Daneben gründete er mit den Langnauer Jazz Nights ein in Europa einmaliges Festival im Zeichen der Jazzerziehung, das er bis heute (2009) leitet. Auch initiierte er ein Jugend-Jazzorchester.

## Preise und Auszeichnungen
2003 erhielt Schmocker für seine jazzpädagogische Arbeit einen Anerkennungspreis des Kantons Bern.

## Diskographische Hinweise
- George Adams, Hannibal & Friends: More Sightings (enja, 1984, mit John Scofield, Ron Burton, Allen Nelson)
- Arnett Cobb with Jimmy Heath and Joe Henderson: Tenor Tribute (Soul Note, 1988)
- Carlos Ward Quartet feat. Woody Shaw: Lito (Leo, 1988)
- Hal Crook-Jerry Bergonzi Quintet: Conjunction (Konnex Records, 1992)
- Stephan Urwylers Generations (Brambus, 1997)

## Lexigraphische Einträge
- Martin Kunzler: Jazz-Lexikon. Band 2: M–Z (= rororo-Sachbuch. Bd. 16513). 2. Auflage. Rowohlt, Reinbek bei Hamburg 2004, ISBN 3-499-16513-9.
- Bruno Spoerri (Hrsg.): Biografisches Lexikon des Schweizer Jazz. CD-Beilage zu: Bruno Spoerri (Hrsg.): Jazz in der Schweiz. Geschichte und Geschichten. Chronos-Verlag, Zürich 2005; ISBN 3-0340-0739-6.